# Storkyrkans ungdomskör
Storkyrkans ungdomskör bildades 2018 och är en av åtta körer i Stockholms Domkyrkoförsamling. Kören består av ca 35 sångare i åldrarna 14–20 år, alla med gedigen körvana och de flesta med ett förflutet i musikklasser.
Kören framträder regelbundet med sin dirigent Tony Margeta vid högmässor och konserter i St. Jakobs kyrka och Storkyrkan. Körens repertoar är bred och består av sakral och profan körmusik från 1000-talet till nutid, såväl a cappella som med ackompanjemang.
I oktober 2018, två månader efter sitt grundande, deltog ungdomskören i en TV-sänd gudstjänst från Storkyrkan och i december samma år gav de fyra slutsålda luciakonserter i Storkyrkan.
I juni 2019 åkte kören till Storbritannien och Barnsley på sin första konsertturné för att bland annat delta i Barnsley Youth Choirs 10-årsjubileum. 
Våren 2020 framträdde kören på prästvigningshögmässa i Storkyrkan, samt på minnesdagen av förintelsen på Raoul Wallenbergs torg (sändes även SVT).